# BLV Verlag
Der BLV Buchverlag ist eine Marke des Ratgeber-Verlages Gräfe und Unzer in Deutschland. Schwerpunkt-Themen sind die Bereiche Garten und Natur, Sport, Fitness, Kochen und Selbermachen. BLV-Bücher sind fast ausschließlich Originalausgaben, Lizenzen werden in alle europäischen Länder sowie in die USA und in Länder des asiatischen Kontinents verkauft.

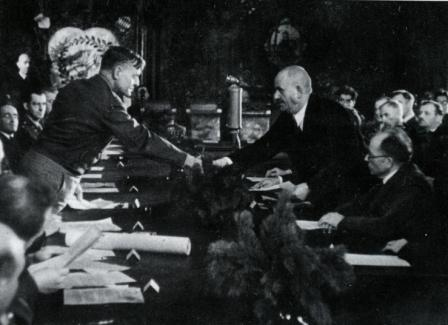
Übergabe Arbeitslizenz durch die US-Militärregierung
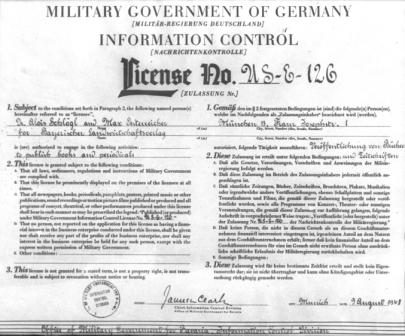
Arbeitslizenz für BLV

## Geschichte
Das Unternehmen wurde im Jahr 1946 als „Bayerischer Landwirtschaftsverlag“ vom Bayerischen Bauernverband gegründet, der seitdem der Hauptgesellschafter des Hauses war. Mit der Gestattungsurkunde der US-Militärregierung wurde „to publish books and periodicals“ erlaubt. Der Verband wollte nach dem Krieg Fachliteratur für Bauern und Landfrauen veröffentlichen, um den Aufbau ihrer Betriebe zu unterstützen. Daher erschienen in rascher Folge landwirtschaftliche Blätter und Lehrbücher. Vom Landwirtschafts- zum Publikumsverlag entwickelte sich BLV in den 1950er Jahren: Das 1955 erstmals erschienene Universalkochbuch Ich helf Dir kochen von Hedwig Maria Stuber verkaufte sich im ersten Jahr mit 100.000 Exemplaren und bis heute rund 3,5 Millionen Mal. Es folgten Titel zur Jagd sowie die ersten Berg-Tourenbücher von Walter Pause oder die Südtirol-Bildbände von Sepp Schnürer.
Aufgrund der wachsenden Bedeutung außerhalb Bayerns und des sich erweiternden Verlagsprogramms wurde das Unternehmen im Jahr 1969 in „BLV Verlagsgesellschaft mbH, München“ umbenannt. In den 1970er Jahren nahm der Verlag Kontakt zu Reinhold Messner auf und publiziert seither viele seiner Bücher. Daneben entstand ein Sportbuch-Programm, das mit Fitness- und Wellnesstiteln erweitert wurde.
Der Garten wurde ab den 1970er Jahren Schwerpunkt: Das Programm wuchs mit Ratgebern zu allen Themen rund um Zier- und Nutzgarten. Der Titel Der Biogarten von Marie-Luise Kreuter erreichte von den 1970er Jahren an hohe Popularität. Natur ist ein weiteres Themengebiet des Verlags: Seit 1988 erscheint im Naturbuch-Programm Der BLV Tier- und Pflanzenführer von Wilhelm Eisenreich, Alfred Handel und Ute E. Zimmer. Das Buch wurde mittlerweile mehr als drei Millionen Mal verkauft.
Im Jahr 2001 wurden die BLV Geschäftsbereiche in zwei Häuser aufgegliedert: Alle Zeitschriften erscheinen seither im Deutschen Landwirtschaftsverlag (dlv), der BLV Buchverlag verlegt ausschließlich Bücher. Im Jahr 2005 zählte der Verlag rund 300 Mitarbeiter und erwirtschaftete einen Umsatz von rund 106 Millionen Deutsche Mark.
Im Oktober 2018 erwarb der Gräfe und Unzer Verlag die Rechte an der Marke BLV und ausgewählte Titel des Programms. Gräfe und Unzer entwickelt unter dem Label BLV aktiv neue Titel.